# طلعة رجب
طلعة رجب هو اسم لمناسبة يحيها أهل مصر في الجمعة الثانية من شهر رجب في كل عام.
يخرج المصريون فرادى وجماعات منذ الفجر والبعض يذهب متأخرا وحتى نهاية اليوم إلى المقابر أو كما تسمى في مصر «القرافة»، حيث يزور المصريون موتاهم ويمكثون معهم الساعات.
وفي هذا اليوم تجد «القرافة» مزدحمة ومليئة بالأطفال والشيوخ والنساء والشباب ومن أهم العادات المصاحبة لهذا اليوم عند المصريين هي ""بالرحمة"" وهو اسم يطلق على نوع من أنواع الكعك أو الخبز المحلى يصنعه المصريون لهذا اليوم ويقومون بتوزيعه على الناس في «القرافة» ويقولون أثناء توزيعه (رحمة ونور) أي دعاء للميت الذي يوزعون عنه هذا الكعك.
ليس معلوم بالتأكيد اصل هذه العادة فالبعض روى أنها من اصل فرعوني وأنه بعد الإسلام غير المصريون التاريخ من التقويم القبطي إلى الهجري.
والرأي السائد أنها من بقايا العصر الفاطمي وأنها مرتبطة بالخامس عشر من رجب الذي يعتبر عن الشيعة من الأيام المستحبة والليالي والمفضلة.
1. ↑  الفيلم التسجيلي "طلعة رجب وزيارة الموتى لمحمد أحمد غزلان